# More Experience
More Experience je postumno uživo album američkog glazbenika Jimija Hendrixa, objavljen u ožujku 1972. godine od izdavačke kuće Ember Records.

## O albumu
Album sadrži tonski zapis neobjavljenog dokumentarnog filma Experience, na kojemu se nalazi izvedba sastava The Jimi Hendrix Experience u "Royal Albert Hallu" od 24. veljače 1969. godine. Prethodnik ovom albumu objavljen je 1971. godine pod nazivom Experience.
Album uključuje alternativne skraćene verzije pjesama "Room Full of Mirrors" i "Bleeding Heart", dok se oba naslova u dužoj verziji mogu ćuti na prethodniku Experienceu. Na koncertu su uz Hendrixa svirali originalni Experienci, Mitch Mitchell kao bubnjar i Noel Redding na bas-gitari. Na nekim crno-bijelim omotima albuma kao izvođači navode se Dave Mason (druga gitara) i Chris Wood (flauta i udaraljke) u pjesmi "Room Full of Mirrors", a Steven Roby u svojoj knjizi spominje i Jima Capaldia.
Postoje različite fotografije omota albuma, a ista se fotografija koristi na zadnjoj strani prvog i drugog albuma.

## Popis pjesama
Sve pjesme napisao je Jimi Hendrix, osim gdje je drugačije naznačeno.
| 1. | »Little Wing«                   |  | 3:20 |
| 2. | »Voodoo Child (Slight Return)«  |  | 7:17 |
| 3. | »Room Full of Mirrors« (obrada) |  | 2:56 |

| 1. | »Fire«                      |              | 3:44 |
| 2. | »Purple Haze«               |              | 3:04 |
| 3. | »Wild Thing«                | Chip Taylor  | 1:30 |
| 4. | »Bleeding Heart« ((obrada)) | Elmore James | 5:30 |

## Izvođači
- Jimi Hendrix – električna gitara, vokal
- Mitch Mitchell – bubnjevi
- Noel Redding – bas-gitara

## Vanjske poveznice
- Discogs - recenzija albuma